# Cambodgia
Cambodgia là một chi của Ctenophora thuộc bộ Cambojiida.

## Các loài[1]
Chi này chỉ bao gồm một loài:
- Cambodgia elegantissima